# Seznam rozhleden v Libereckém kraji
Seznam rozhleden v Libereckém kraji představuje výčet rozhleden a vyhlídkových věží, které se nachází v Libereckém kraji.
Vzhledem k nejednoznačné definici rozhleden a stále přibývajících staveb tohoto druhu je pravděpodobné, že seznam nebude úplný.

## Seznam
| Název                       | Obrázek                     | Galerie                                                                     | Výška [m] | Okres              | Kóta [m n. m.] | Geosouřanice                     | Stručný popis | Stav                  |
| --------------------------- | --------------------------- | --------------------------------------------------------------------------- | --------- | ------------------ | -------------- | -------------------------------- | --- | --------------------- |
| Alainova věž                |                             | Kategorie „Allain tower“ na Wikimedia Commons                               | 13        | Semily             | 540            | 50°30′13″ s. š., 15°21′53″ v. d. | Torzo rozhledny z roku 1862 stojí nedaleko Lomnice nad Popelkou.                                                                   | Nepřístupná           |
| Bramberk                    |                             | Kategorie „Bramberk“ na Wikimedia Commons                                   | 21        | Jablonec nad Nisou | 727            | 50°45′22″ s. š., 15°12′21″ v. d. | Kamenná rozhledna z roku 1912 stojí na jihovýchodním úpatí kopce Krásný (797m) cca 1 km jižně od Horního Maxova.                   | Přístupná za poplatek |
| Císařský kámen              |                             |                                                                             | 23        | Liberec            | 637            | 50°42′47″ s. š., 15°06′17″ v. d. | Kovová rozhledna s dřevěným obložením namísto dřevěné z roku 2009 stojí na stejnojmenném vrchu 1 km severozápadně od osady Milíře. | Volně přístupná       |
| Černá studnice              |                             | Kategorie „Černá studnice“ na Wikimedia Commons                             | 24        | Jablonec nad Nisou | 865            | 50°42′42″ s. š., 15°13′59″ v. d. | Kamenná rozhledna z roku 1905 stojí na stejnojmenném vrchu 7 km východně od Jablonce nad Nisou.                                    | Přístupná za poplatek |
| Dubecko                     |                             | Kategorie „Dubecko (observation tower)“ na Wikimedia Commons                | 50        | Semily             | 399            | 50°35′01″ s. š., 15°13′21″ v. d. | Ocelový stožár mobilního operátora stojí na stejnojmenném vrchu nedaleko stejnojmenné obce.                                        | Přístupná             |
| Frýdlant                    |                             | Kategorie „Frýdlantská rozhledna“ na Wikimedia Commons                      | 21        | Liberec            | 399            | 50°56′05″ s. š., 15°04′36″ v. d. | Kamenná rozhledna z roku 1907 na stejnojmenném vrchu stojí 2 km severně od Frýdlantu.                                              | Přístupná za poplatek |
| Hamštejn (rozhledna)        |                             | Kategorie „Hamštejn (rozhledna )“ na Wikimedia Commons                      | 25        | Jablonec nad Nisou | 572            | 50°37′15″ s. š., 15°14′28″ v. d. | Kovová rozhledna s dřevěnými podpěrami s kruhovým půdorysem z roku 2023.                                                           | Volně přístupná       |
| Heřmanice                   |                             | Kategorie „Heřmanická rozhledna“ na Wikimedia Commons                       | 24        | Liberec            | 350            | 50°53′49″ s. š., 15°00′57″ v. d. | Dřevěná rozhledna kruhového půdorysu z roku 2012.                                                                                  | Volně přístupná       |
| Hlavatice                   |                             | Kategorie „Hlavatice“ na Wikimedia Commons                                  |           | Semily             | 380            | 50°34′10″ s. š., 15°09′20″ v. d. | Vyhlídkové místo stojí na okraji skalního města u Hrubé Skály.                                                                     | Volně přístupná       |
| Kopanina                    |                             | Kategorie „Kopanina (Ještědský hřbet)“ na Wikimedia Commons                 | 21        | Jablonec nad Nisou | 657            | 50°39′35″ s. š., 15°09′53″ v. d. | Kamenná rozhledna z roku 1894 stojí na návrší cca 300 m jihozápadně nad obcí Kopanina.                                             | Přístupná             |
| Kozákov                     |                             | Kategorie „Kozákov“ na Wikimedia Commons                                    | 48        | Semily             | 743            | 50°35′39″ s. š., 15°15′47″ v. d. | Ocelová rozhledna z roku 1995 stojí na stejnojmenném vrchu asi deset km západně od Semil.                                          | Přístupná             |
| Královka                    |                             | Kategorie „Královka“ na Wikimedia Commons                                   | 24        | Jablonec nad Nisou | 859            | 50°47′31″ s. š., 15°09′27″ v. d. | Kamenná rozhledna z roku 1907 stojí na kopci Nekras asi 2 km severně nad Bedřichovem v katastrálním území Janov nad Nisou.         | Přístupná za poplatek |
| Liberecká výšina            |                             |                                                                             | 25        | Liberec            | 548            | 50°46′35″ s. š., 15°05′27″ v. d. | Kamenná rozhledna z roku 1901 stojí na stejnojmenném zalesněném kopci asi 1 km severně od okraje Liberce.                          | Přístupná za poplatek |
| Lidové sady                 |                             | Kategorie „Lidové sady (restaurant and tower)“ na Wikimedia Commons         | 32        | Liberec            | 450            | 50°46′38″ s. š., 15°04′52″ v. d. | Zděná rozhledna z roku 1901 stojí v Lidových sadech v Liberci.                                                                     | Přístupná za poplatek |
| Lyžařský areál v Popelkách  | V Popelkách - rozhledna     | Kategorie „V Popelkách (rozhledna)“ na Wikimedia Commons                    | 30        | Semily             | 590            | 50°31′51″ s. š., 15°20′54″ v. d. | Kovová konstrukce věže skokanského můstku z roku 2007 stojí ve sportovním areálu „V Popelkách“ západně od Lomnice nad Popelkou.    | Volně přístupná       |
| Maják Járy Cimrmana         |                             | Kategorie „Maják Járy Cimrmana“ na Wikimedia Commons                        | 23,7      | Jablonec nad Nisou | 785            | 50°44′24″ s. š., 15°20′44″ v. d. | Dřevěná rozhledna s prvním oficiálním muzeem Járy Cimrmana.                                                                        | Volně přístupná       |
| Na stráži                   |                             | Kategorie „Rozhledna Na Stráži“ na Wikimedia Commons                        | 33        | Česká Lípa         | 354            | 50°44′02″ s. š., 14°35′04″ v. d. | Ocelový vysílač mobilního operátora stojí na skalním masivu Na stráži cca 1 km jižně od Sloupu v Čechách.                          | Přístupná za poplatek |
| Nad Prosečí                 |                             | Kategorie „Nad Prosečí (rozhledna)“ na Wikimedia Commons                    | 24        | Jablonec nad Nisou | 586            | 50°44′31″ s. š., 15°07′47″ v. d. | Kamenná rozhledna stojí na Prosečském hřebeni mezi Libercem a Jabloncem nad Nisou (cca 4 km severozápadně od něj).                 | Přístupná             |
| Nisanka                     |                             | Kategorie „Nisanka“ na Wikimedia Commons                                    | 35        | Jablonec nad Nisou | 676            | 50°43′51″ s. š., 15°12′52″ v. d. | Ocelový vysílač mobilního operátora s rozhlednou stojí na návrší Jizerka cca 1 km severně od Nové Vsi nad Nisou.                   | Přístupná za poplatek |
| Věžový vodojem Ohrazenice   |                             |                                                                             | 17        | Semily             | 314            | 50°36′07″ s. š., 15°07′57″ v. d. | Vyhlídková plošina je umístěna pod kulovým vodojemem obklopeným betonovými podpěrami.                                              | Omezeně přístupná     |
| Petřín (Jablonec nad Nisou) | Petřín - Jablonec nad Nisou | Kategorie „Petřín (Jablonec nad Nisou)“ na Wikimedia Commons                | 20        | Jablonec nad Nisou | 618            | 50°42′43″ s. š., 15°10′14″ v. d. | Zděná restaurace s vyhlídkovou věží stojí na stejnojmenném vrchu v jablonecké místní části Vrkoslavice.                            | Přístupná             |
| Rašovka                     |                             |                                                                             | 20        | Liberec            | 610            | 50°41′52″ s. š., 15°02′55″ v. d. | Zděná restaurace s rozhlednou na ještědském hřebeni stojí u osady Rašovka u obce Šimonovice.                                       | Přístupná za poplatek |
| Scholzberg                  |                             |                                                                             | 13        | Jablonec nad Nisou | 720            | 50°46′02″ s. š., 15°13′50″ v. d. | Dřevěná vyhlídková „deponie dřeva“ stojí na stejnojmenném návrší nad Horním Maxovem.                                               | Volně přístupná       |
| Slovanka                    |                             | Kategorie „Slovanka (Jizera Mountains)“ na Wikimedia Commons                | 14        | Jablonec nad Nisou | 819            | 50°46′02″ s. š., 15°13′50″ v. d. | Ocelová rozhledna z roku 1887 stojí na stejnojmenném vrchu východně nad osadou Hrabětice.                                          | Volně přístupná       |
| Smrk                        |                             | Kategorie „Smrk (Jizera Mountains, observation tower)“ na Wikimedia Commons | 23        | Liberec            | 1124           | 50°53′21″ s. š., 15°16′18″ v. d. | Ocelová rozhledna z roku 2003 stojí na stejnojmenném vrchu v Jizerských horách.                                                    | Volně přístupná       |
| Supí vrch                   |                             | Kategorie „Rozhledna na Supím vrchu“ na Wikimedia Commons                   | 4         | Liberec            | 388            | 50°54′58″ s. š., 15°05′50″ v. d. | Vyhlídková plošina instalovaná na betonovém vodojemu na stejnojmenném vrchu ve Frýdlantské pahorkatině.                            | Volně přístupná       |
| Špičák                      |                             |                                                                             | 14        | Česká Lípa         | 446            | 50°42′10″ s. š., 14°32′58″ v. d. | Cihlová rozhledna z roku 1885 stojí na vrchu Špičák 2 km severně od České Lípy.                                                    | Nepřístupná           |
| Štěpánka                    |                             | Kategorie „Štěpánka (Hvězda)“ na Wikimedia Commons                          | 24        | Jablonec nad Nisou | 958            | 50°44′47″ s. š., 15°21′57″ v. d. | Kamenná rozhledna z roku 1892 stojí na kopci Hvězda asi 1 km východně od Příchovic.                                                | Přístupná za poplatek |
| Tábor                       |                             | Kategorie „Rozhledna Tábor“ na Wikimedia Commons                            | 35        | Semily             | 678            | 50°31′54″ s. š., 15°22′25″ v. d. | Penzion se zděnou rozhlednou z roku 1911 stojí na stejnojmenném vrchu přibližně 5 km jižně od Lomnice nad Popelkou.                | Přístupná za poplatek |
| Tanvaldský Špičák           |                             | Kategorie „Tanvaldský Špičák“ na Wikimedia Commons                          | 18        | Jablonec nad Nisou | 811            | 50°45′06″ s. š., 15°16′56″ v. d. | Turistická chata s rozhlednou stojí na kopci Špičák 4 km severozápadně od Tanvaldu.                                                | Přístupná             |
| U borovice                  |                             | Kategorie „Rozhledna U Borovice (Roprachtice)“ na Wikimedia Commons         | 18        | Semily             | 670            | 50°39′35″ s. š., 15°24′09″ v. d. | Kamenná rozhledna z roku 2009 stojí na místě zvaném „U Borovice“ u obce Roprachtice.                                               | Přístupná za poplatek |